# Ábbmojávrre
Ábbmojávrre, enligt tidigare ortografi Abmojaure, är en sjö i Jokkmokks kommun i Lappland och ingår i Luleälvens huvudavrinningsområde. Sjön har en area på 0,265 kvadratkilometer och ligger 1 020 meter över havet. Ábbmojávrre ligger till största delen i Sarek Natura 2000-område och avvattnas av vattendraget Ábbmojåhkå.

## Delavrinningsområde
Ábbmojávrre ingår i det delavrinningsområde (745871-160961) som SMHI kallar för Förgrening. Medelhöjden är 1 115 meter över havet och ytan är 59,67 kvadratkilometer. Det finns inga avrinningsområden uppströms utan avrinningsområdet är högsta punkten. Ábbmojåhkå avvattnar avrinningsområdet och vattnet fortsätter därefter genom Sijddoädno, Blackälven, Lilla Luleälven och Lule älv innan det når havet efter 308 kilometer. Avrinningsområdet består mestadels av kalfjäll (99 procent). Avrinningsområdet har 0,56 kvadratkilometer vattenytor vilket ger det en sjöprocent på 0,9 procent.